# Hemiodontichthys acipenserinus
Hemiodontichthys acipenserinus — єдиний вид роду Hemiodontichthys з групи Loricariichthys триби Loricariini з підродини Loricariinae родини Лорікарієві ряду сомоподібні. Наукова назва роду походить від грецьких слів hemi, тобто «половина», odous — «зуби», ichthys — «риба». Інші назви «ложконіс», «осетровий геміодонтіхт».

## Опис
Загальна довжина досягає 13,4 см. Голова помірно велика. Морда тонка, кінчик має трикутну форму. На морді у самці є слабкорозвинені одонтоди (шкіряні зубчики). Очі невеликі. Рот являє собою своєрідну присоску. На верхній щелепі відсутні зуби. Тулуб видовжений, стрункий (види з Амазонки стрункіше за види з Парагваю). Хвостове стебло тонке. Спинний плавець помірно довгий. Жировий плавець відсутній. Грудні плавці вели і широкі. Хвостовий плавець короткий, широкий.
Забарвлення світло-коричневе, з дрібними контрастними цятками.

## Спосіб життя
Це демерсальна риба. Воліє до прісної води. Зустрічається тільки на піщаних ґрунтах. Не любить сильну течію. Вдень ховається в піску, повністю або частково зарившись. Активні у присмерку або вночі. Живиться хробаками і дрібними ракоподібними.
Самець виношує ікру на нижній губі, створюючи при цьому вентиляцію. Молодь виходить з-під опіки самця на 6 день, після появи з яйця.

## Розповсюдження
Мешкає в басейні річок Ессекібо, Ояпок і Парагвай.

## Тримання в акваріумі
Підходить не дуже високий акваріум — 30—35 см — з великою площею дна від 150 літрів. На дно насипають дрібний пісок білого або жовтого кольору без гострих частинок шаром від 3-4 см. Як декорації можна помістити у водойму пару гіллястих корчів і великих каменів.
Неагресивні сомики. Тримають групою від 3 штук. Сусідами можуть бути інші соми — лорікарії, лорікаріхти, псевдогеміодони. Активних донних сомів із товариства краще виключити. Їдять риби живий харч відповідного розміру, беруть замінник живого — фарш з морепродуктів. З технічних засобів знадобиться внутрішній фільтр середньої потужності, компресор. Температура тримання повинна становити 22—26 °C.